# Nanaloricus
Nanaloricus é um gênero de pequenos animais marinhos do filo Loricifera.

## Espécies
- Nanaloricus gwenae Kristensen, Heiner e Higgins, 2007
- Nanaloricus khaitatus Todaro e Kristensen, 1998
- Nanaloricus mysticus Kristensen, 1983